# ラウラ・エステル
ラウラ・エステル・ラモス（Laura Ester Ramos、1990年1月22日 - ）は、スペイン・カタルーニャ州バルセロナ県バルセロナ出身の女子水球選手。ポジションはゴールキーパー。水球女子スペイン代表。

## 経歴
2012年にはイギリスで開催されたロンドンオリンピック水球競技に出場し、水球女子スペイン代表は銀メダルを獲得した。スペイン代表はグループリーグを1位で通過した後に、準々決勝で水球女子イギリス代表を、準決勝で水球女子ハンガリー代表を倒したものの、決勝で水球女子アメリカ合衆国代表に敗れている。
2014年にはハンガリーのブダペストで開催されたヨーロッパ水球選手権で金メダルを獲得した。2016年にはブラジルで開催されたリオデジャネイロオリンピック水球競技に出場した。2017年にはヨーロッパの最優秀選手賞であるLEN年間最優秀水球選手賞を受賞した。